# Коншенте (Савона)
Коншенте је насеље у Италији у округу Савона, региону Лигурија.
Према процени из 2011. у насељу је живело 155 становника. Насеље се налази на надморској висини од 71 м.